# Basilea

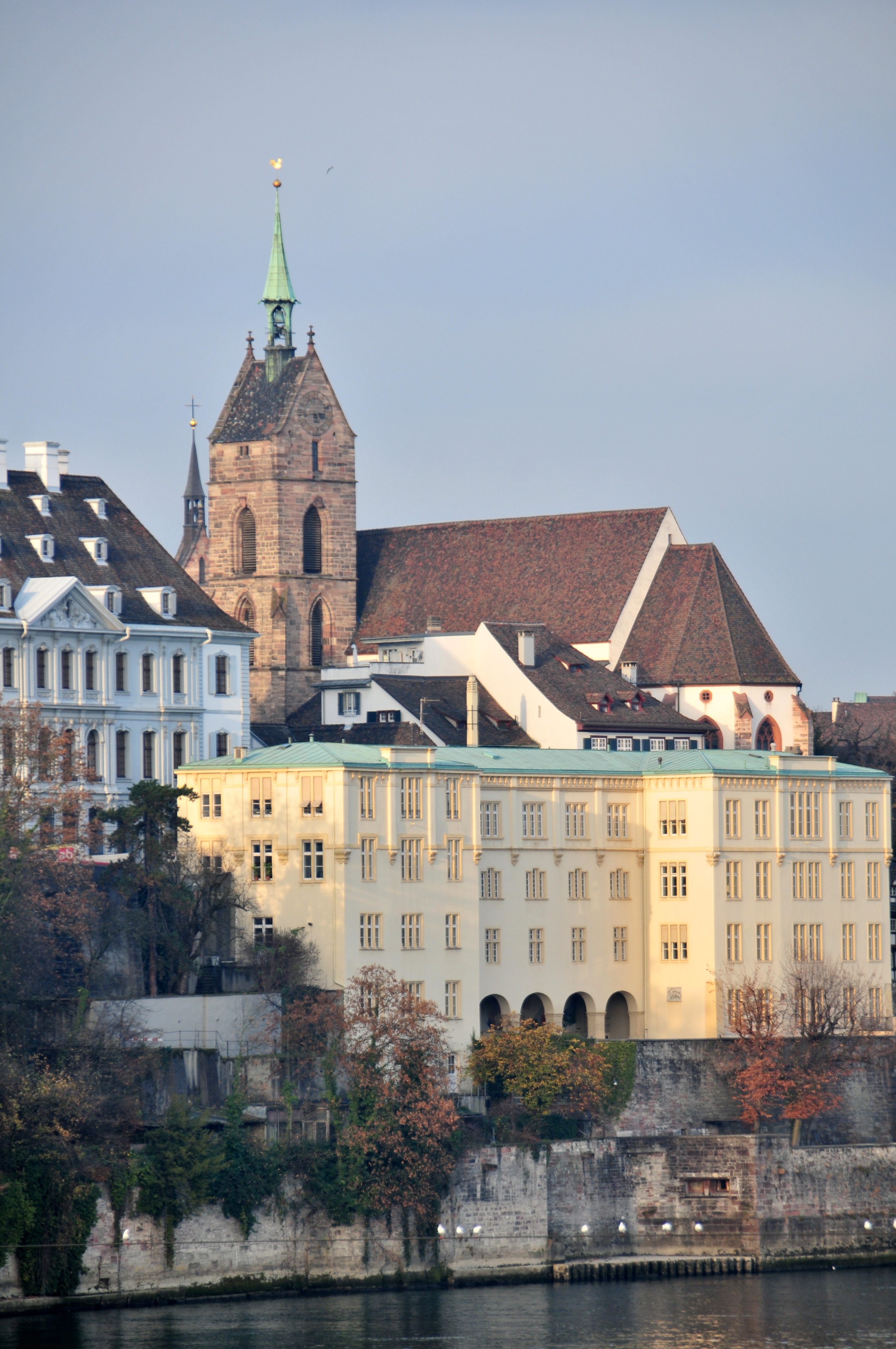
Universitat de Basilea (1460), universität més antiga de Suïssa

Basilea (alemany Basel, francès Bâle, italià i romanx Basilea) és la tercera ciutat més gran de Suïssa en població amb 188.000 habitants en el cantó de Basel-Stadt el 2004 i 690.000 habitants a la conurbació, que arriba als cantons veïns. Situada al nord-oest de Suïssa, sobre el Rin i fronterera amb Alemanya i França. Basilea és un centre industrial d'importància per a la indústria química i farmacèutica. Disposa de la universitat més antiga de la Confederació Helvètica (1460).
Els orígens de Basilea es remunten a l'assentament romà d'Augusta Ràurica, tot i que s'han descobert assentaments celtes més antics. La posició estratègica de la ciutat, amb l'únic pont sobre el Rin entre el llac Constança i el mar, afermà la seva importància. A partir de 999 la ciutat fou governada per bisbes-prínceps sota domini nominal de l'emperador. El 1225-1226 el bisbe Heinrich von Thun construí un pont sobre el Rin i es va fundar l'actual barri de Kleinbasel (la petita Basilea) com a protecció del nou pont.

## Economia

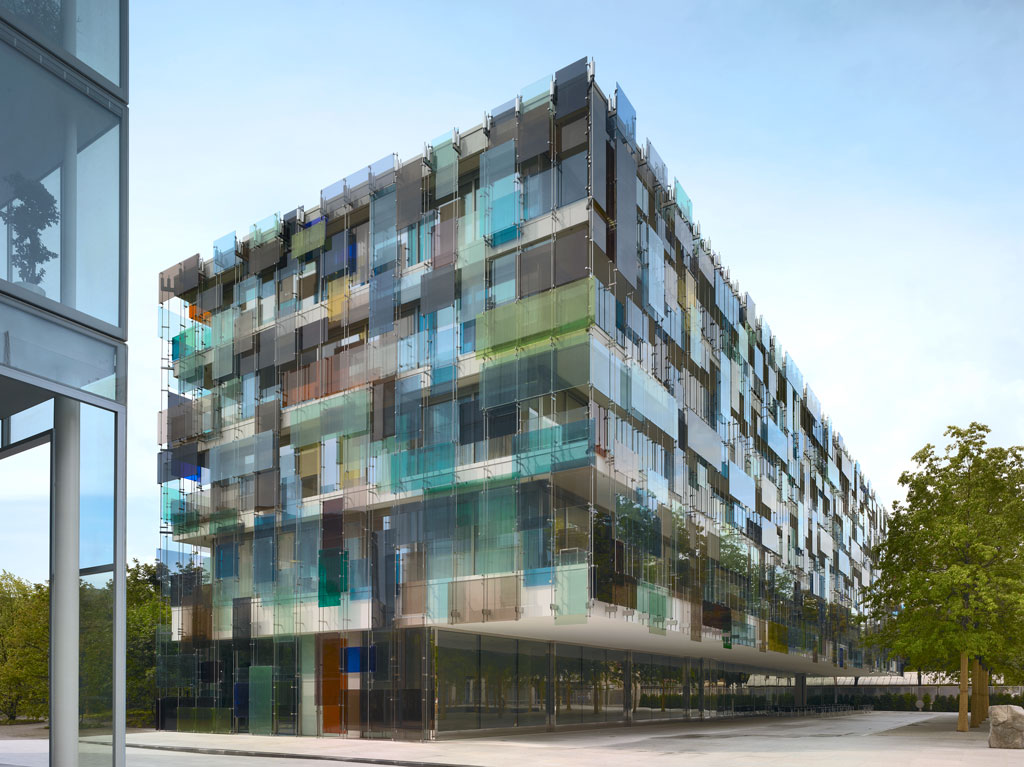
Campus de Novartis a Basilea

La ciutat de Basilea, comunament entesa com la capital de la regió del nord-oest de Suïssa, és una de les regions econòmiques més dinàmiques de Suïssa.
L'any 2016, Basilea tenia una taxa d'atur del 3,7%. El 2008 hi havia 18 persones ocupades al sector primari i uns 9 negocis dedicats a aquest sector. 34.645 persones estaven empleades al sector secundari i hi havia 1.176 negocis dedicats a aquest sector. 120.130 persones estaven empleades al sector terciari, amb 8.908 negocis en aquest sector. Hi havia 82.449 residents del municipi empleats d'alguna manera, dels quals el 46,2% eren dones.
El 2008 el nombre total de llocs de treball equivalents a temps complet era de 130.988. El nombre de llocs de treball al sector primari era de 13, dels quals 10 eren en l'agricultura i 4 en la gestió forestal o producció de fusta. El nombre de llocs de treball en el sector secundari era 33.171 dels quals 24.848 (74,9%) eren en la manufactura, 10 en la mineria i 7.313 (22,0%) en la construcció. El nombre de llocs de treball en el sector terciari era de 97.804. En el sector terciari, 12.880 (13,2%) eren en la venda majorista o minorista o la reparació de vehicles de motor, 11.959 (12,2%) eren en el transport i emmagatzematge de béns, 6.120 (6,3%) en l'hostaleria i la restauració, 4.186 (4,3%) en la indústria de la informació, 10.752 (11,0%) en la indústria financera i d'assegurances, 13.695 (14,0%) eren professionals tècnics o científics, 6.983 (7,1%) a l'educació i 16.060 (16,4%) en la salut.

## Persones il·lustres
Categoria principal: Persones de Basilea

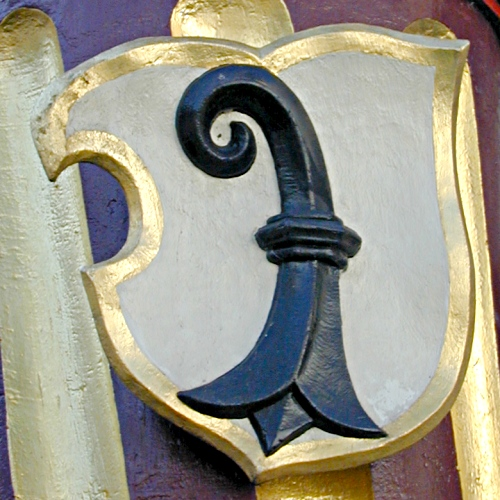
L'escut de Basilea.

- Luci Munaci Planc (87 aC -15 aC), fundador de la ciutat.
- Erasme de Rotterdam (1466-1536), humanista
- Johann Bernoulli (1667-1748), matemàtic.
- Daniel Bernoulli (1700-1782) matemàtic.
- Leonhard Euler (1707-1783), matemàtic.
- Karl Barth (1886-1968), teòleg protestant.
- Patty Schnyder (1978), tenista.
- Roger Federer (1981), tenista.
- Idith Zertal, historiadora.
- Friedrich Hegar (1841-1927) compositor de música
- Granit Xhaka (27 de setembre de 1992), jugador de futbol.
- Karl Alexander Müller (27 d'abril de 1927),físic, Premi Nobel de Física de 1987.
- Walter Frey (1898-1985) pianista i pedagog musical.
- Rudolf Fueter (1880-1950), matemàtic.
- Andreas Speiser (1885-1970), matemàtic.